# Пебозеро
Пебозеро  — озеро на территории Сосновецкого сельского поселения Беломорского района Республики Карелии.

## Общие сведения
Площадь озера — 2 км². Располагается на высоте 86,5 метров над уровнем моря.
Форма озера лопастная, продолговатая: оно вытянуто с запада на восток. Берега каменисто-песчаные, преимущественно заболоченные.
Через Пебозеро (а также через смежное с ним Хизиярви) протекает безымянная протока, соединяющая между собой озёра Лежево и Воронье, минуя Среднюю Охту. Из Вороньего вытекает река Нижняя Охта, впадающая в реку Кемь.
В озере расположено не менее трёх безымянных островов различной площади.
На юго-восточном берегу озера располагается одноимённая карельская деревня, ныне покинутая.
Код объекта в государственном водном реестре — 02020001011102000006561.